# Rudnik Pečovnik
Rudnik Pečovnik je nedelujoči premogovnik v bližini vasi Pečovnik in Zagrad v Mestni občini Celje. Ob koncu druge svetovne vojne je po besedah člana komisije vlade Republike Slovenije za izvajanje zakona o popravi krivic Janeza Črneta bilo pobito večje število vojnih ujetnikov.  
Do tega sklepa je prišel na podlagi govoric, da je med poplavami leta 1954 iz rudnika bile naplavljene kosti ubitih.